# 유엔 안전 보장 이사회 결의 제2662호
유엔 안전 보장 이사회 결의 제2662호는 2022년 11월 17일 채택되었다. 결의안 주요 내용은 2023년 11월 15일까지 소말리아에 대한 제재를 갱신하는 것이다.
안보리 11개 이사국이 찬성표를 던졌고, 중국, 가봉, 가나, 러시아는 기권하였다.

## 같이 보기
- 유엔 안전 보장 이사회 결의 제2601~2700호 목록